# П'ядена
П'ядена (італ. Piadena) — муніципалітет в Італії, у регіоні Ломбардія,  провінція Кремона.
П'ядена розташовані на відстані близько 400 км на північний захід від Рима, 100 км на схід від Мілана, 27 км на схід від Кремони.
Населення — 3589 осіб (2014).
Щорічний фестиваль відбувається 30 серпня. Покровитель — San Pammacchio.

## Демографія
Населення за роками:

Станом на 31 грудня 2014 року в муніципалітеті офіційно проживали 603 іноземці з 29 країн, серед них 65 громадян країн Євросоюзу та 13 громадян України.

## Сусідні муніципалітети
- Кальватоне
- Каннето-сулл'Ольйо
- Кастельдідоне
- Дриццона
- Ривароло-Мантовано
- Сан-Джованні-ін-Кроче
- Солароло-Райнеріо
- Торната
- Вольтідо